# Сима (село)
Сима — село в Юрьев-Польском районе Владимирской области России. Административный центр Симского сельского поселения.

## География
Село расположено на берегу реки Симки в 25 км на север от Юрьева-Польского, в природном районе Владимирское ополье.

## История
Впервые упоминается в XIV веке. Село принадлежало Добрынским, состоявшим на московской службе потомкам смоленских князей.
По названию села получил прозвище Хабар Симский, выдающийся воевода Василия III. Близ Симы ему принадлежала феодальная усадьба Хабаров городок.
В XVI веке село становится царской вотчиной и принадлежало царю Ивану IV Грозному. Об этом свидетельствует духовная грамота царя Ивана Васильевича Грозного, который завещает его своей жене Анне.
В 1708 году село было подарено Петром I князю М. М. Голицыну за победу над шведами под деревней Лесной.
Здесь 12(24) сентября 1812 года скончался герой Отечественной войны 1812 года генерал П. И. Багратион. Его прах покоился в селе до 1839 года, после чего по инициативе поэта-партизана Дениса Давыдова был перенесён на Бородинское поле.
До революции село являлось центром Симской волости Юрьевского уезда. В 1859 году в селе числилось 196 дворов, в 1905 году — 209 дворов.
С 1929 года село являлось центром Симского сельсовета Юрьев-Польского района.

## Население
| 1859 | 1897  | 1905  | 2002  | 2010  | 2021  |
| ---- | ----- | ----- | ----- | ----- | ----- |
| 1533 | ↘1150 | ↗1377 | ↗1703 | ↘1537 | ↘1078 |

## Инфраструктура
В селе имеются Симская средняя общеобразовательная школа имени Героя Советского Союза Александра Федоровича Богомолова (в 1971 году построено новое здание), детский сад № 15 «Колосок», дом культуры, амбулатория № 2 Юрьев-Польской центральной районно больницы, отделение «Сбербанка», отделение «Почты России».

## Достопримечательности
- церковь Дмитрия Солунского (1775),
- усадьба Голицыных,
- памятник на месте первой могилы князя П. И. Багратиона.

## Известные люди
Здесь родился священник Русской Православной церкви Иоанн Бакинский (1878 — 1937).

## Внешние ссылки
- Усадьба СИМА, Владимирская область, Юрьев-Польский район (часть 1)
- Усадьба СИМА, Владимирская область, Юрьев-Польский район (часть 2)